# Like a Boss
Like a Boss är en amerikansk komedifilm från 2020. Filmen en regisserad av Miguel Arteta, med manus skrivet av Sam Pitman och Adam Cole-Kelly.
Filmen har premiär i Sverige den 13 mars 2020, utgiven av Paramount Pictures.

## Handling
Filmen handlar om de bästa kompisarna Mia och Mel. De driver ett kosmetikföretag som de själva startat och byggt upp från grunden. När de får ekonomiska bekymmer blir lockelsen att sälja av verksamheten till ett stort sminkföretag stor. Detta ställer dock deras långa vänskap på stora prov.

## Rollista (i urval)
| - Tiffany Haddish – Mia Carter - Rose Byrne – Mel Paige - Salma Hayek – Claire Luna - Jennifer Coolidge – Sydney - Billy Porter – Barrett - Ari Graynor – Angela - Natasha Rothwell – Jill | - Jessica St. Clair – Kim - Karan Soni – Josh Tinker - Jacob Latimore – Harry - Ryan Hansen – Greg - Seth Rollins – Byron - Lisa Kudrow – Shay |